# Mesquitela (Mangualde)
Mesquitela é uma povoação portuguesa do Município de Mangualde que foi sede da extinta Freguesia de Mesquitela, freguesia que tinha 6,68 km² de área e 879 habitantes (2011), e, por isso, uma densidade populacional de 131,6 hab/km².
A Freguesia de Mesquitela foi extinta (agregada) pela reorganização administrativa de 2012/2013, sendo o seu território integrado na então criada União de Freguesias de Mangualde, Mesquitela e Cunha Alta.

## População
| População da freguesia de Mesquitela | População da freguesia de Mesquitela | População da freguesia de Mesquitela | População da freguesia de Mesquitela | População da freguesia de Mesquitela | População da freguesia de Mesquitela | População da freguesia de Mesquitela | População da freguesia de Mesquitela | População da freguesia de Mesquitela | População da freguesia de Mesquitela | População da freguesia de Mesquitela | População da freguesia de Mesquitela | População da freguesia de Mesquitela | População da freguesia de Mesquitela | População da freguesia de Mesquitela |
| ------------------------------------ | ------------------------------------ | ------------------------------------ | ------------------------------------ | ------------------------------------ | ------------------------------------ | ------------------------------------ | ------------------------------------ | ------------------------------------ | ------------------------------------ | ------------------------------------ | ------------------------------------ | ------------------------------------ | ------------------------------------ | ------------------------------------ |
| 1864                                 | 1878                                 | 1890                                 | 1900                                 | 1911                                 | 1920                                 | 1930                                 | 1940                                 | 1950                                 | 1960                                 | 1970                                 | 1981                                 | 1991                                 | 2001                                 | 2011                                 |
| 720                                  | 789                                  | 772                                  | 749                                  | 757                                  | 708                                  | 816                                  | 885                                  | 908                                  | 841                                  | 674                                  | 840                                  | 817                                  | 954                                  | 879                                  |

| Distribuição da População por Grupos Etários | Distribuição da População por Grupos Etários | Distribuição da População por Grupos Etários | Distribuição da População por Grupos Etários | Distribuição da População por Grupos Etários | Distribuição da População por Grupos Etários | Distribuição da População por Grupos Etários | Distribuição da População por Grupos Etários | Distribuição da População por Grupos Etários | Distribuição da População por Grupos Etários |
| -------------------------------------------- | -------------------------------------------- | -------------------------------------------- | -------------------------------------------- | -------------------------------------------- | -------------------------------------------- | -------------------------------------------- | -------------------------------------------- | -------------------------------------------- | -------------------------------------------- |
| Ano                                          | 0-14 Anos                                    | 15-24 Anos                                   | 25-64 Anos                                   | > 65 Anos                                    |                                              | 0-14 Anos                                    | 15-24 Anos                                   | 25-64 Anos                                   | > 65 Anos                                    |
| 2001                                         | 176                                          | 159                                          | 460                                          | 159                                          |                                              | 18,4%                                        | 16,7%                                        | 48,2%                                        | 16,7%                                        |
| 2011                                         | 141                                          | 108                                          | 455                                          | 175                                          |                                              | 16,0%                                        | 12,3%                                        | 51,8%                                        | 19,9%                                        |

Média do País no censo de 2001:  0/14 Anos-16,0%; 15/24 Anos-14,3%; 25/64 Anos-53,4%; 65 e mais Anos-16,4%
Média do País no censo de 2011:   0/14 Anos-14,9%; 15/24 Anos-10,9%; 25/64 Anos-55,2%; 65 e mais Anos-19,0%

## Património
- Igreja Paroquial de Mesquitela;
- Capela de Nossa Senhora da Conceição em Mourilhe;
- Casa da Mesquitela;
- Casa da Portela.

## Coletividades
- Centro Recreativo e Desportivo da Mesquitela
- Rancho Folclórico "Os Camponeses da Mesquitela"
- Associação Cultural e Recreativa de Mourilhe
- Tuna de Mourilhe